# Abolbodaceae
Abolbodaceae is een botanische naam, voor een familie van eenzaadlobbige planten. Een familie onder deze naam wordt zelden erkend door systemen van plantensystematiek.
Echter wel door APG-systeem (1998) dat de familie niet in een orde plaatst. Daarentegen erkent het APG II-systeem (2003) niet zo'n familie, en plaatst de betreffende planten in de familie Xyridaceae. De APWebsite [14 maart 2008] erkent een onderfamilie Abolbodoideae.